# Camille Desmoulins
(Camille Desmoulins.)
Camille Desmoulins (kamij demulɛ̃), nome completo Lucie-Simplice-Camille-Benoist Desmoulins (Guise, 2 marzo 1760 – Parigi, 5 aprile 1794) è stato un politico, avvocato, rivoluzionario e giornalista francese.

## Biografia

### I primi anni e gli studi

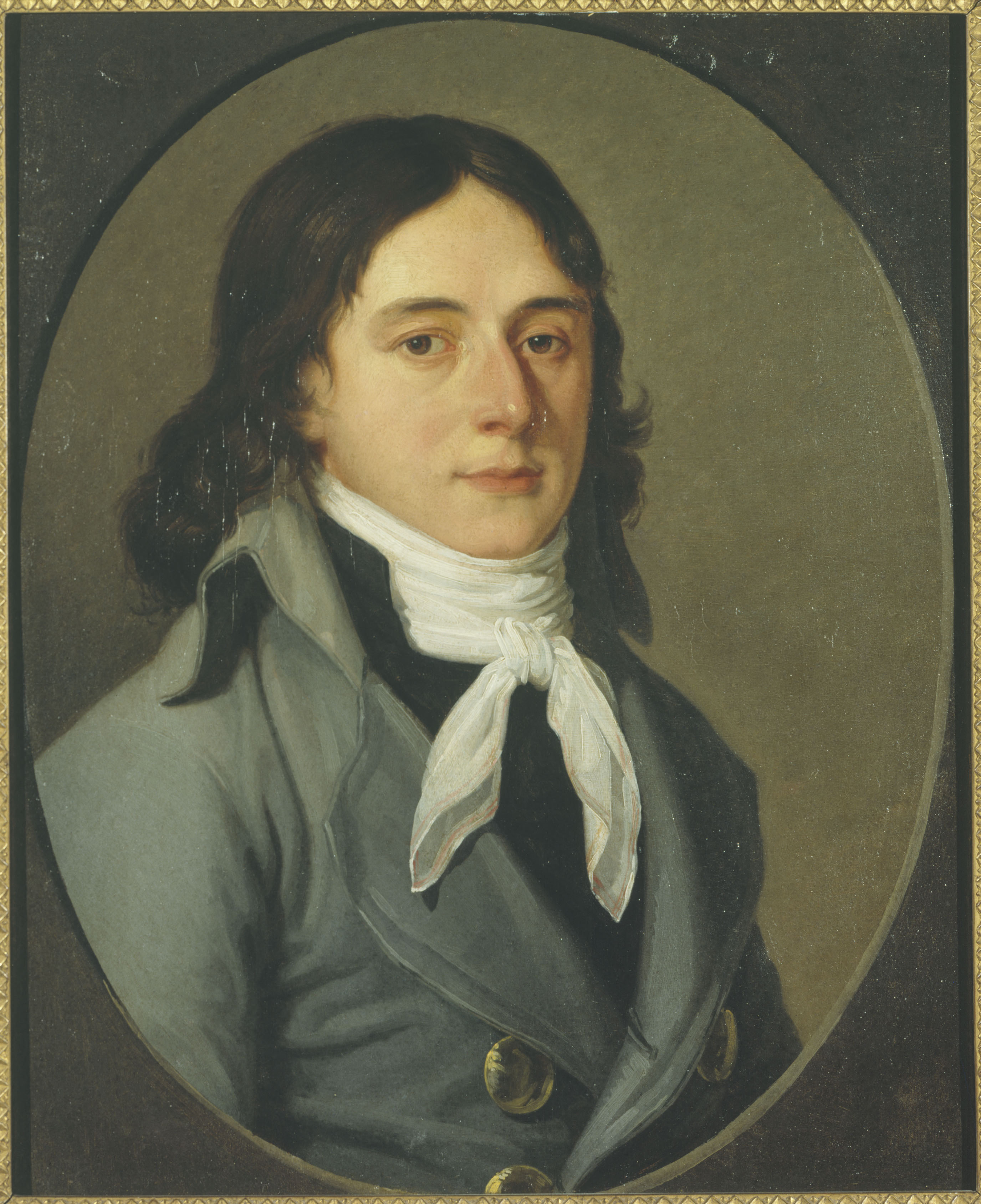
Ritratto di Desmoulins.

Camille Desmoulins era figlio di Jean-Benoist-Nicolas Desmoulins, un luogotenente generale al baliato di Guise, e di Marie-Magdeleine Godart. Nato il 2 marzo 1760 in una piccola casa della Grande-Rue, fu battezzato il giorno dopo nella chiesa dei santi Pietro e Paolo.
Entrò come borsista al liceo Louis-le-Grand di Parigi, dove ottenne risultati brillanti e fu compagno di studi di Maximilien de Robespierre: fu proprio lui, dalla fine del 1790, a soprannominarlo "l'Incorruttibile". Determinato a rimanere nella grande città, vinse l'opposizione paterna promettendo d'intraprendere la carriera forense, nonostante una balbuzie piuttosto pronunciata. Con l'aiuto di un piccolo sostegno economico che gli arrivava da casa, diventò avvocato nel 1785.

### Lo scoppio della rivoluzione
I clienti scarseggiavano e così ebbe modo di frequentare abitualmente i caffè parigini, creandosi una fitta rete di conoscenze nel quartiere dei Cordiglieri, dove sarebbero nati il movimento e poi il club che lo avrebbero annoverato, assieme a Danton e Marat, tra i suoi nomi più illustri.
Ferocemente antimonarchico, ciononostante fece parte per un breve periodo della cerchia di Mirabeau. Nelle fasi concitate che precedettero lo scoppio della rivoluzione, divenne intimo amico di Danton e Fabre d'Églantine, prendendo assiduamente parte alle riunioni che si svolgevano nel vecchio convento dei Cordiglieri e continuando a patrocinare la causa liberale al Café Procope.
In particolare, scrisse tra maggio e giugno 1789 La France libre, un pamphlet che chiedeva a gran voce l'avvento della repubblica e si proponeva di stilare una breve e satirica storia della monarchia, garante apparente di un ordine che celava in realtà un perpetuo disordine. Sostenuto dallo stile elegante e piacevole del suo autore, il testo ebbe un certo successo alla sua pubblicazione, avvenuta dopo la presa della Bastiglia.
Malgrado la balbuzie, sapeva fare presa sulle masse anche quando saliva alla tribuna come oratore. Il suo primo grande discorso ebbe luogo davanti alla folla riunita nei giardini del Palais-Royal, il 12 luglio 1789, dopo la cacciata di Necker, nelle concitate fasi che precedettero il 14. Uscito dal Café de Foy, secondo il suo resoconto, chiamò i cittadini alle armi, sostenendo che i tedeschi del Campo di Marte avrebbero attaccato la popolazione parigina quella notte stessa e sgozzato gli abitanti. Questo incitamento si pose tra le cause immediate dell'assalto alla prigione.
Preso dall'euforia, rincarò la dose con il Discours de la lanterne aux Parisiens. Nel nuovo pamphlet, calandosi nel "personaggio" della lanterna (il sostegno di una lanterna, infisso in un palazzo di Place de la Grève, l'attuale Place de l'Hôtel de Ville, a cui era stato impiccato a furor di popolo il ministro Foulon), invitava a estirpare tutti coloro che erano ancora legati all'ordine antico: "Quanti di questi criminali mi sono lasciata sfuggire?" asseriva. Una lettera scritta al padre in ottobre rivela come si considerasse "uno dei principali autori della Rivoluzione".
Il suo esordio come giornalista risale al novembre 1789, quando pubblicò Les Révolutions de France et de Brabant, giornale che conterà ottantasei numeri. Vi denunciava costantemente l'idea di complotto aristocratico. Si oppose ugualmente al suffragio censitario, dichiarando che un tale modo di eleggere avrebbe escluso Gesù o Jean-Jacques Rousseau. Il suo giornale venne sospeso dopo il massacro del Campo di Marte del 17 luglio 1791, sebbene non avesse partecipato ai fatti.
Intanto, il 29 dicembre 1790, aveva sposato la giovane Lucile Duplessis nella chiesa di Saint-Sulpice, quella del distretto dei Cordiglieri, dopo aver vinto le reticenze del padre di lei. Robespierre fu presente alla celebrazione in qualità di testimone di nozze.
Prima della dichiarazione di guerra nel 1792, fu piuttosto un partigiano della pace, come il suo amico Robespierre, ma in seguito cambiò idea, schierandosi con Danton e Marat. Dopo il 10 agosto 1792 e la caduta della monarchia, diventò segretario del ministero della giustizia, diretto da Danton, e s'impegnò sempre più nella repressione dei contro-rivoluzionari.

### Alla Convenzione
Eletto alla Convenzione nazionale, sedette tra i Montagnardi e votò per la condanna a morte del re. Molti dei suoi contemporanei vedevano in lui un brillante oratore, ma incapace di giocare un ruolo politico. Si oppose poi fortemente a Jacques Pierre Brissot, pubblicando contro di lui Brissot dévoilé e Histoire des brissotins, dove ricordava la versatilità del suo avversario, vicino a La Fayette. Andò allontanandosi a poco a poco dai Montagnardi, specialmente dopo la condanna dei Girondini, il 30 ottobre 1793. Fondò allora un nuovo giornale, Le Vieux Cordelier, dove attaccò gli arrabbiati e gli Hébertisti, lanciando appelli alla clemenza.
Il giornale era particolarmente amato dai sostenitori della monarchia e destò presto la preoccupazione del Comitato di salute pubblica. Robespierre ne approvò i primi numeri, ma quando Desmoulins si espresse apertis verbis contro la politica del Terrore applicata dai Comitati di salute pubblica e di sicurezza generale, anche il suo vecchio compagno di liceo, che lo aveva recentemente difeso in più occasioni, capì che l'amico rappresentava un pericolo per la patria.
Dopo il colpo di Stato termidoriano, tra i tanti attacchi mossi a Robespierre, che era divenuto un capro espiatorio e l'emblema di una nuova tirannia, si levò quello di Honoré Riouffe, un avvocato vicino ai Girondini. Secondo Riouffe, Robespierre non fu mai tanto affettuoso con Desmoulins come il 30 marzo, vigilia della sua incarcerazione. L'accusa d'ipocrisia sottintesa a questa affermazione, tuttavia, fu smentita dalla testimonianza di Joseph Planche, cui l'autore del Vieux Cordelier aveva confidato quel giorno la propria angoscia perché Robespierre aveva rifiutato di riceverlo. Questo episodio convinse Desmoulins di un arresto imminente.

### La fine
Considerato un dantonista, fu arrestato insieme a Danton, Philippeaux e Lacroix all'alba del 31 marzo 1794, nello stesso giorno in cui una lettera del padre lo informava del decesso della madre. Condotto con loro nelle prigioni del Lussemburgo, nella Rive gauche, vi trovò vecchi amici e compagni di battaglia, tra cui Fabre d'Églantine ed Hérault de Séchelles. Nei due giorni che precedettero l'inizio del processo, scrisse molte lettere e cominciò un ultimo numero del Vieux Cordelier, pubblicato solo nel 1836 e recante un incipit emblematico: Pauvre peuple! [...] on t'abuse, mon ami ("Povero popolo! [...] Abusano di te, amico mio").
Fece invano appello proprio agli anni trascorsi insieme a Robespierre al collegio, quanto anche la moglie ricordò inutilmente e direttamente all'Incorruttibile della vecchia amicizia e di essere il padrino del loro unico figlio. Comparve davanti al tribunale per tre giorni consecutivi, dal 2 al 4 aprile. Il processo fu presieduto da Martial Herman. Gli accusatori pubblici erano due: a Fouquier de Tinville, infatti, il Comitato di salute pubblica aveva affiancato Fleuriot. Agli imputati fu impedito di valersi di testimoni e, nonostante una prima fase in cui Danton era riuscito a mettere l'accusa in difficoltà e a creare delle divisioni tra i sette giurati chiamati ad emettere la sentenza, il processo prese una piega decisiva. Il 4 aprile, Louis Antoine de Saint-Just denunciò alla Comune di Parigi che un detenuto del Lussemburgo mise in luce l'esistenza di un complotto volto a liberare gli Indulgenti attraverso una sollevazione popolare. Il complotto finì per coinvolgere Lucile, che venne accusata di avere ricevuto e speso delle notevoli somme di denaro per mobilitare la piazza contro il tribunale rivoluzionario. Informato di quello che stava accadendo, gridò: "Non contenti di assassinare me, essi vogliono anche assassinare mia moglie!". Il processo si chiuse quello stesso giorno, con la condanna a morte di Desmoulins, di Danton e di altri tredici dei quindici imputati. Fu ghigliottinato il 5 aprile 1794.
Una settimana più tardi, il 13, anche la moglie subì la medesima sorte. Sul patibolo, lasciò al boia una ciocca dei capelli della moglie, che fu in seguito consegnata alla madre di lei e prima di morire pronunciò ad alta voce il suo nome. Lui e la moglie furono entrambi inumati nel Cimitero degli Errancis, insieme ad altri condannati del momento.
Massone, fu membro della Loggia parigina "Les Neufs Soeurs", del Grande Oriente di Francia.

## Discendenza

Ritratto della famiglia Desmoulins nel 1792 ca.

Il suo unico figlio, Horace-Camille Desmoulins, nacque a Parigi il 6 luglio 1792 e fu chiamato Horace in onore del poeta latino Quinto Orazio Flacco. Lo stesso giorno, Robespierre gli fece da padrino in uno dei primi battesimi repubblicani. Per un certo periodo, fu allevato con il figlio di Danton da una nutrice dell'Isle-Adam e, dopo l'esecuzione dei genitori, dalla nonna materna Anne-Françoise-Marie Boisdeveix-Duplessis (1750-1835), con il sostegno degli amici del padre, Guillaume Brune e Louis Fréron, e nonostante le preoccupazioni finanziarie.
Il 28 aprile 1796, grazie all'intervento del deputato Jean-François Goupilleau, la Convenzione nazionale decretò di pagargli duemila franchi per gli studi fino ai 18 anni. Con un decreto del 30 settembre 1800, Napoleone Bonaparte incaricò il ministro dell'interno di accordargli, nel 1801, una borsa di studio per il liceo militare di Saint-Cyr (Prytanée francese), che aveva sostituito il liceo Louis-le-Grand. Nel 1802, quando furono create le scuole superiori nei dipartimenti, entrò al liceo di Bordeaux. Nel 1803, non potendo sopportare la sua distanza, dopo molti interventi invano, la nonna riuscì finalmente a convincerlo ad iscriversi al Collège Sainte-Barbe di Parigi. Il 24 agosto 1813, conseguì la laurea in giurisprudenza presso Louis de Fontanes all'università di Parigi e, nello stesso anno, scappò dall'esercito.
Nel 1815, visitò Londra per un apprendistato nel commercio coloniale, ma era senza un soldo e tornò in Francia l'anno dopo. Non avendo ereditato il repubblicanesimo dei genitori, alla caduta dell'imperatore, questo figlio di un regicida divenne avvocato e caporale dei granatieri della Guardia nazionale parigina con il ritorno dei Borboni, accettando anche, il 16 novembre 1816, la decorazione di Cavaliere dell'Ordine del Giglio dal conte d'Artois per ordine di Luigi XVIII. Nel 1817, nonostante il dolore della nonna, si trasferì a Santo Domingo, repubblica di Haiti, per intraprendere un'impresa commerciale di caffè tra il continente e la Francia attraverso il porto di Le Havre, senza molto successo.
Nel 1818, sposò Zoé Villefranche (1797-1890) e vissero a Jacmel, dove ebbero quattro figli: Adolphe (1819-), Marie-Thérèse-Camille (1820-1862), Lucile (1822-) e Horace-Camille (1825-). Nel 1823, deluso dal clima sociale e politico della restaurazione monarchica nella sua terra natale, lasciò rapidamente la Francia dopo un breve ritorno. Pure lui massone, si vestiva sempre di nero e, il 5 aprile 1824, a New York, ricevette un diploma dal Royal Arch Mason "Eagle Chapter" No. 54. Malato nel 1825, scrisse alla nonna che si stava preparando a liquidare tutto e tornare in Francia, ma morì a causa di una febbre il 29 giugno, sette giorni prima di compiere 33 anni, quando nacque il suo ultimo figlio. La sua tomba si trova nel cimitero di Jacmel.

## Opere
- Ode
- Discours de la lanterne aux Parisiens
- La France libre
- L'Histoire des Brissotins
- Les Révolutions de France et de Brabant
- Le Vieux Cordelier
- La Tribune des patriotes con la partecipazione di Fréron.

## Citazioni
- "Ecco la mia pistola, saprò morire glorioso" (il 12 luglio 1789, al Palais Royal);
- "Bruciare non è rispondere" (al club dei Giacobini, rivolto a Robespierre);
- "Non contenti di assassinarmi, essi vogliono anche assassinare mia moglie!" (al processo dei dantoniani, il 4 aprile 1794);
- "Popolo ti si inganna, si uccidono i tuoi amici! Il mio solo e unico crimine è stato quello di versare lacrime!" (sul carretto che lo condusse al patibolo, il 5 aprile 1794);
- "Dài i capelli di mia moglie a sua madre" (parola che disse a un ufficiale prima di morire sul patibolo);
- "Lucile!" (il nome di sua moglie, che gridò prima che gli tagliassero la testa).

## Nella cultura di massa

### Cinema
- Danton (1983), interpretato da Patrice Chéreau.
- La rivoluzione francese (1989), interpretato da François Cluzet.